# Felício Milson
Felício Mendes João Milson (* 12. Oktober 1999 in Luanda) ist ein angolanischer Fußballspieler.

## Karriere

### Verein
Milson wechselte zur Saison 2017/18 aus seiner Heimat von Real Sambila nach Portugal zum Leixões SC. Zur Saison 2018/19 schloss er sich Marítimo Funchal an. Im Juni 2020 debütierte er gegen den FC Porto für die Profis von Marítimo in der Primeira Liga. Bis zum Ende der Saison 2019/20 kam er zu sechs Einsätzen in der höchsten portugiesischen Spielklasse. In der Saison 2020/21 kam er zu 21 Einsätzen in der Primeira Liga, in denen er ein Tor erzielte.
In der Saison 2021/22 absolvierte er noch ein Spiel für den Klub, ehe er im Februar 2022 nach Russland zum FK Nischni Nowgorod wechselte. Bis zum Ende der Spielzeit kam er zu sieben Einsätzen in der Premjer-Liga. In der Saison 2022/23 absolvierte er bis zur Winterpause 16 Spiele und erzielte dabei zwei Tore. Im Februar 2023 wurde Milson in die Türkei an den MKE Ankaragücü verliehen. Für die Türken absolvierte er 10 Ligaspiele und erzielte dabei 5 Tore. Im Anschluss an die Leihe wechselte nach Israel zu Maccabi Tel Aviv.

### Nationalmannschaft
Milson debütierte im Oktober 2020 in einem Testspiel gegen Mosambik für die angolanische Nationalmannschaft.